# Magnus Johnson
Magnus Johnson ( 1907 - 2002) fue un naturalista, viverista, y arquitecto paisajista sueco, especializándose en el género de las clematis; habiendo identificado y clasificado unas 52 nuevas especies, las que publicaba habitualmente en : Släktet Klematis; Acta Phytotax. Sin..

## Algunas publicaciones
- 2001. The genus Clematis. Editor Magnus Johnsons Plantskola AB, 896 pp. ISBN 916311030X

- 1997. Släktet Klematis. Edición ilustrada de Magnus Johnson Plantskola AB, 881 pp. ISBN 9163051214

- La abreviatura «M.Johnson» se emplea para indicar a Magnus Johnson como autoridad en la descripción y clasificación científica de los vegetales.[2]